# Marosnagylak
Marosnagylak (románul Noșlac, németül Großhaus) falu Romániában, Fehér megyében, az azonos nevű község központja. Gábod, Maroscsúcs, Maroskáptalan és Maroskoppánd tartozik hozzá.

## Fekvése
Nagyenyedtől 26 km-re északkeletre a Maros bal partján fekszik.

## Története
Marosnagylak és környéke már az ókorban lakott hely volt. Határában római korból származó dák leletek kerültek napvilágra. 
Nevét 1288-ban említették először az oklevelek Noglok néven. Ekkor Péter fia István birtoka volt.
1288-ban Péter fia istván Nagylakot tartozékaival; Medvssel, Csebivel és Somogyitelekkel együtt 15 márkáért zálogba adta Kilián telegdi főesperesnek. 1298-ban az erdélyi püspök Nagylak dézsmáját az esperesi negyedrészben és a pap részen kívül a Kökényesrénold-nemzetséghez tartozó Mykud bán-nak adta cserébe. 1301-ben Kilián főesperes kanonok Nagylak Koppánd felőli felét az erdélyi káptalanra hagyta. 1308-ban Kilián magister rokona András comes és a káptalan kettéosztotta Nagylakot úgy, hogy a nyugatra eső felét a templommal András comes kapta, keleti felét a káptalan. Ma is ez a határ választja el Nagylakot Káptalantól. A pápai tizedjegyzék szerint 1334-ben 2 garas 10 dénár pápai tizedet fizetett. 1910-ben 1115, többségben román lakosa volt, jelentős magyar kisebbséggel. 1913-tól Marosnagylak néven írják. 1992-ben társközségeivel együtt 2157 lakosából 1702 román, 446 magyar, 8 cigány és 1 német volt. A trianoni békeszerződésig Alsó-Fehér vármegye Marosújvári járásához tartozott.

## Nevezetességek
- Református temploma eredetileg a 13. század végén épült.
- 18. századi ortodox fatemplom